# Parla (Madrid)
Parla és un municipi situat al sud de la comunitat autònoma de Madrid, a aproximadament 20 km de la capital, Madrid. Té 102 458 habitants (2007). La major part del seu desenvolupament demogràfic s'ha produït el segle xx (l'any 1900 tenia 1200 habitants).